# Anna van Ranst
Anna van Ranst (Wommersom, circa 1573 - Mechelen, 1638) was een slachtoffer van de heksenvervolging in Europa.

## Voorgeschiedenis
Anna van Ranst was de dochter van Renier van Ranst, een landman uit Wommersom die omwille van de Reformatie-oorlog met zijn familie naar Luik vluchtte en later naar Sint-Truiden. Ze trouwde met Godtgaff Van Loon uit Wommersom. Het paar ging in Wommersom wonen en kreeg er drie kinderen. De vrouw was al geruime tijd weduwe toen haar dorpsgenote Catlyn Fiermoing, die van hekserij beschuldigd was, in 1627 haar naam noemde tijdens een ondervraging onder foltering. Toen ze dit vernam wachtte ze haar zekere arrestatie niet af maar vertrok ze meteen naar Leuven. Ze logeerde daar in een herberg tot haar zoon een veiliger onderkomen voor haar vond bij de begijn Agneet Peeters in het Klein Begijnhof van Mechelen. Na de dood van Peeters verbleef Anna van Ranst op verschillende andere adressen in Mechelen, onder andere bij Jenneken in de Kerkhofstraat. Jenneken was een geestelijke met wie ze twee jaar 'in hetzelfde bed sliep'.

## Arrestatie

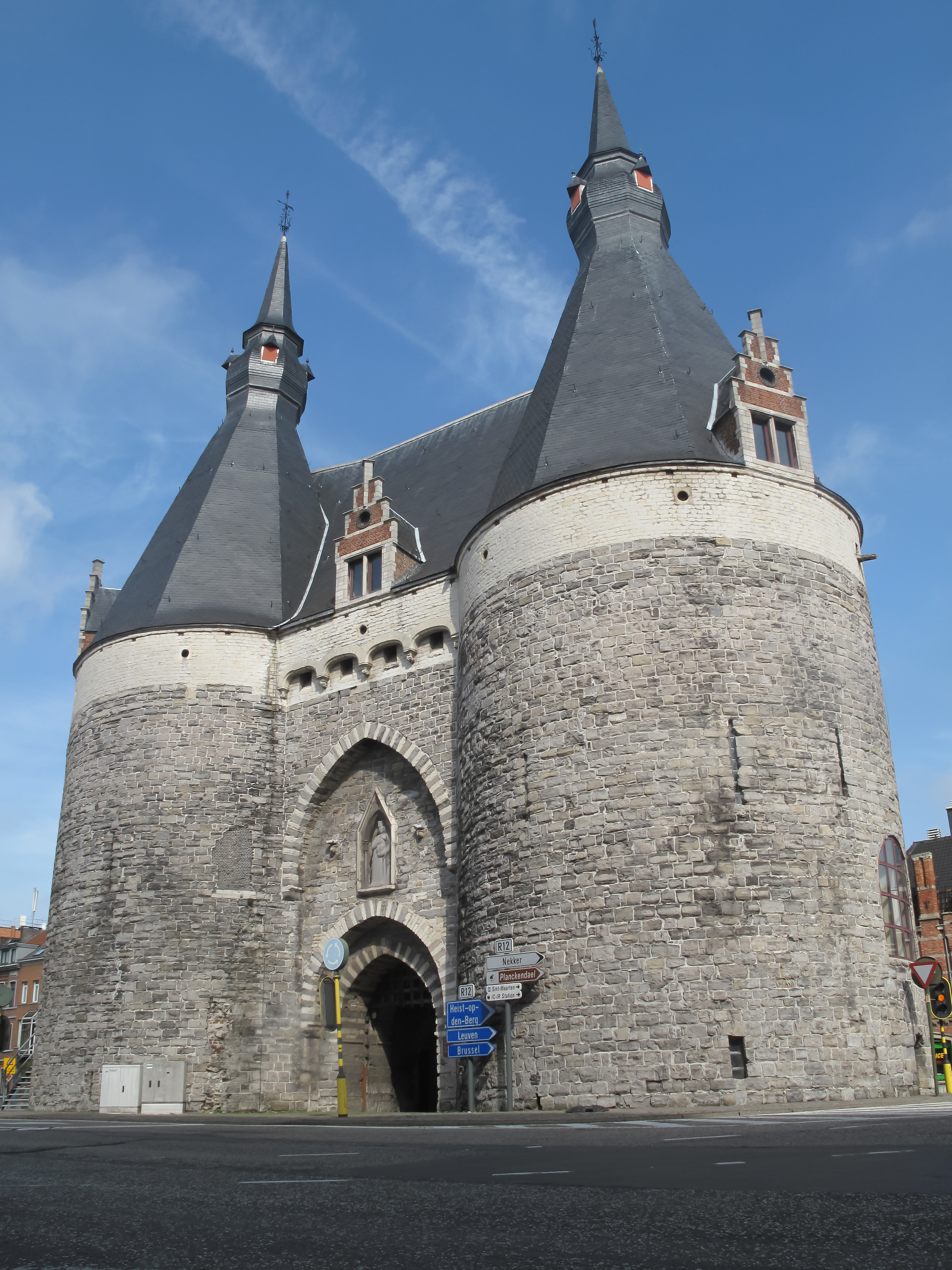
De Brusselpoort te Mechelen, waar Anna van Ranst opgesloten werd en stierf

In Wommersom werd ondertussen het gerucht verspreid dat Anna Van Ranst dood was. Ze bezocht de stad verschillende keren incognito, maar ze werd er herkend en de officier van Wommersom kwam achter haar verblijfplaats in Mechelen. Op vraag van Sylvester van der Creeft, heer van Wommersom, werd Anna van Ranst 'met Lichtmis' 1638 (2 februari) door de Mechelse schout aangehouden. Ze werd opgesloten in het Steen, de Oude Brusselse Poort van Mechelen. Spontaan kwamen velen van haar buren en kennissen in haar voordeel getuigen.

## Gevangenis
Ondanks de overvloed aan gunstige getuigenissen werd de vrouw na haar aanhouding ook in Mechelen beticht van toverij. Zij zou een kind hebben laten sterven in het Klein Begijnhof, ze zou het dochtertje van Anna Van Leuven kreupel gemaakt hebben met een 'gezoden' (gekookte) appel en ze zou nog andere kinderen ziek gemaakt hebben.
In de Oude Brusselse Poort moest Van Ranst in erbarmelijke omstandigheden zien te overleven. Ze 'verging van de vuiligheid en de miserie'. Er was geen verwarming. Omdat ze zelf niet kon schrijven liet ze op 23 maart 1638 een smeekschrift opstellen gericht aan de stadsmagistratuur van Mechelen, daarin ze vroeg 'om overgeplaatst te worden naar een kamer met een schouw, waar ze op eigen kosten vuur kon maken'. Ook vroeg ze 'wekelijks proper lijnwaad te mogen ontvangen'.
Anna van Ranst stierf in de gevangenis op 4 mei 1638. Ondanks de folteringen waaraan ze werd onderworpen, gaf ze geen omgang met de duivel toe. Op 14 juni 1638 werd in de Sint-Janskerk te Mechelen dan ook een kerkdienst voor haar zielenheil gehouden.